# Croix de Calvin

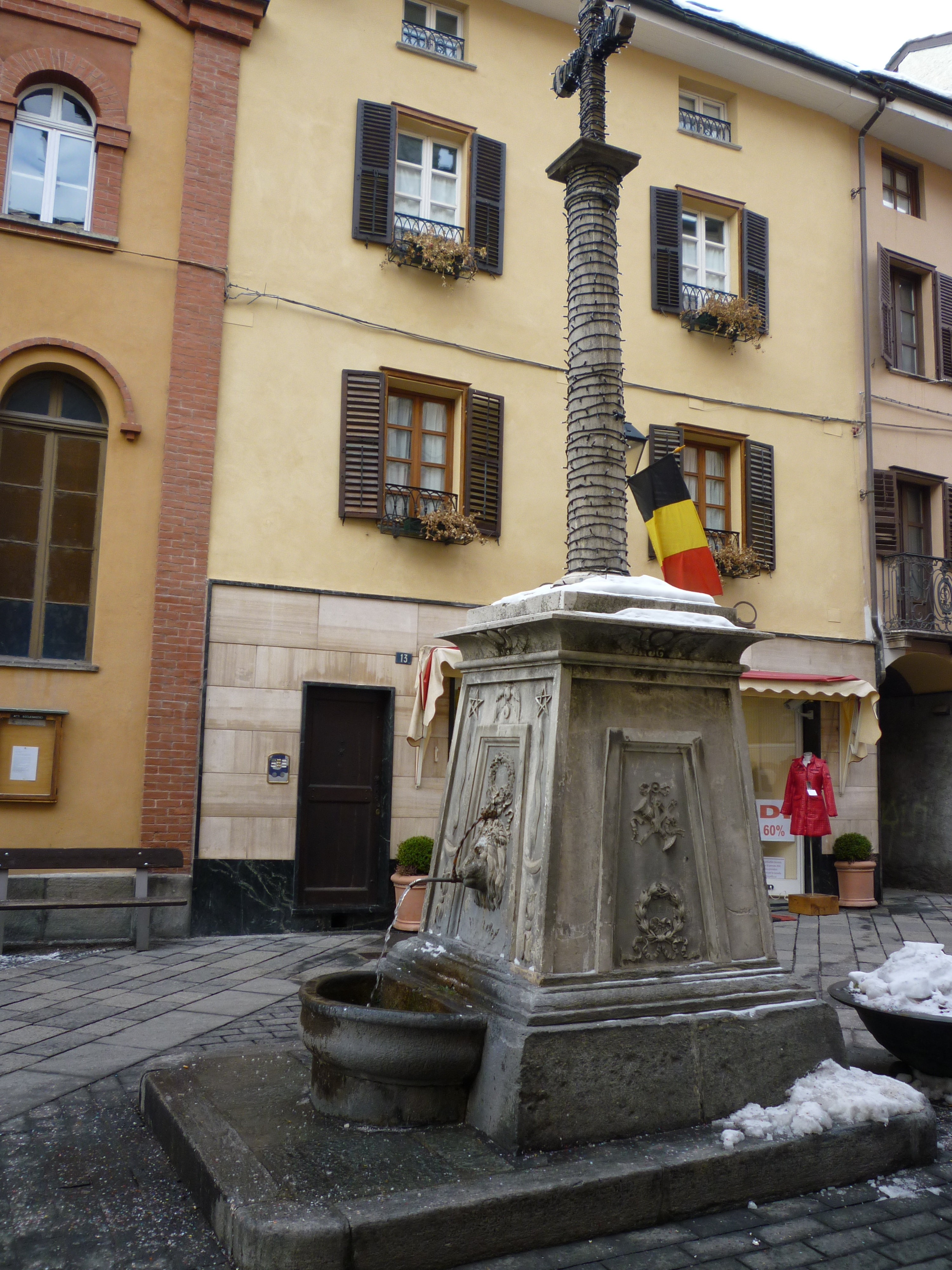
Das Calvinskreuz in Aosta

Croix de Calvin – und jünger auch Croix-de-Ville (italienisch Croce di Calvino und seit der Zeit des Faschismus Croce di città) – heißt ein Denkmal in der Stadt Aosta im Aostatal. Es steht in der Altstadtstraße Via Croix de Ville.
Das 6 Meter hohe Monument besteht aus einem Kreuz aus grauem Stein über einer schlanken Säule, die auf einem breiten, quadratischen Sockel aufgerichtet ist. Am Sockel befindet sich seit 1841 ein kleiner halbrunder Brunnen.
Das Steinkreuz wurde mitten in der Stadt im Jahr 1541 offenbar an der Stelle eines früheren, dem Stadtpatron Gratus von Aosta gewidmeten Kreuzes aufgestellt, um an die Vertreibung der ersten Reformierten aus Aosta zu erinnern. Gemäß einer lokalen, durch keine zeitgenössischen Quellen begründete Legende sei der Genfer Reformator Jean Calvin um 1536 nach Aosta gekommen, um die Stadtbevölkerung von seiner Religionsauffassung zu überzeugen, doch seien seine Anhänger nach wenigen Jahren gezwungen worden, die Stadt zu verlassen.
Die lateinische Inschrift am Sockel stammt aus dem 19. Jahrhundert und lautet:
HANC CALVINI FVGA
EREXIT
ANNO MDXLI
RELIGIONIS CONSTANTIA
REPARAVIT
ANNO MDCCXLI
CIVIVM PIETAS
RENOVAVIT ET ADORNAVIT
ANNO MDCCCXLI
„Dieses [Kreuz] errichtete die Flucht Calvins im Jahr 1541,
stellte die Glaubenstreue wieder her im Jahr 1741,
erneuerte und verschönerte die Frömmigkeit der Bürger im Jahr 1841.“